# Тєрєхов Артем Віталійович
Арте́м Віта́лійович Тє́рєхов (нар. 31 березня 1992, Іларіонове, Дніпропетровська область, Україна) — український футболіст, захисник.

## Клубна кар'єра
Вихованець футбольних шкіл Дніпропетровщини.
Впродовж 2009—2014 років виступав в маріупольському «Іллічівці» за команду дублерів. У складі якої став переможцем молодіжного чемпіонату України. Але до основного складу команди так і не потрапив.
І восени 2014 року перебрався до «Буковини», де став одним із ключових захисників чернівецької команди. Улітку 2015 року перейшов до складу «Гірника» з міста Кривий Ріг. 23 червня 2016 року отримав статус вільного агента через зняття команди з турніру. 
8 липня 2016 року знову підписав контракт з «Буковиною». На початку березня 2017 року Артема обрали капітаном команди. У червні того ж року за обопільною згодою сторін припинив співпрацю із чернівецькою командою та приєднався до складу київської «Оболоні-Бровар». По завершенню 2017/18 сезону залишив київський клуб.
У липні 2018 року став гравцем клубу «Колос» (Ковалівка). Дебютував за «Колос» 22 серпня в матчі кубка України проти «Інгулеця». По завершенню сезону 2018/19 (в якому Артем був заявлений на всі календарні матчі, проте на поли виходив лише в 5-ох іграх) здобув разом із командою срібні нагороди першої ліги та право виступу в УПЛ.
На початку липня 2019 року повернувся в склад добре знайомих «пивоварів». У січні 2021 року підписав контракт з клубом «Полісся» (Житомир), за який виступав упродовж календарного року. У 2022 році вкотре став гравцем київської «Оболоні», в складі якої здобув срібні нагороди першої ліги України та право виступу в Українській Прем'єр-лізі. Однак у літнє міжсезоння залишив київський клуб.
Перед стартом нового сезону в черговий раз підписав контракт з першоліговим клубом, на цей раз ним став ФСК «Маріуполь». У першому ж сезоні будучи центральним захисником записав до свого активу 6 забитих голів та став найкращим бомбардиром команди. 20 жовтня 2024 року Артем провів 200-й офіційний матч у першій лізі України.

## Досягнення
- Срібний призер Першої ліги України (2): 2018/19, 2022/23
- Срібний призер Другої ліги України: 2024/25
- Переможець молодіжної першості України: 2013/14

## Статистика
Станом на 1 липня 2025 року
| Клуб                     | Ліга         | Сезон   | Чемпіонат | Чемпіонат | Кубок | Кубок | Дубль | Дубль |
| Клуб                     | Ліга         | Сезон   | Ігри      | Голи      | Ігри  | Голи  | Ігри  | Голи  |
| ------------------------ | ------------ | ------- | --------- | --------- | ----- | ----- | ----- | ----- |
| «Іллічівець» (Маріуполь) | Прем'єр-ліга | 2009/10 |           |           |       |       | 27    | 0     |
| «Іллічівець» (Маріуполь) | Прем'єр-ліга | 2010/11 |           |           |       |       | 24    | 2     |
| «Іллічівець» (Маріуполь) | Прем'єр-ліга | 2011/12 |           |           |       |       | 23    | 1     |
| «Іллічівець» (Маріуполь) | Прем'єр-ліга | 2012/13 |           |           |       |       | 21    | 0     |
| «Іллічівець» (Маріуполь) | Прем'єр-ліга | 2013/14 |           |           |       |       | 25    | 3     |
| «Буковина» (Чернівці)    | Перша ліга   | 2014/15 | 22        | 2         |       |       |       |       |
| «Гірник» (Кривий Ріг)    | Перша ліга   | 2015/16 | 7         | 0         |       |       |       |       |
| «Буковина» (Чернівці)    | Перша ліга   | 2016/17 | 33        | 2         | 1     | 0     |       |       |
| «Оболонь-Бровар» (Київ)  | Перша ліга   | 2017/18 | 32        | 3         | 1     | 0     |       |       |
| «Колос» (Ковалівка)      | Перша ліга   | 2018/19 | 5         | 0         | 1     | 0     |       |       |
| «Оболонь» (Київ)         | Перша ліга   | 2019/20 | 19        | 1         |       |       |       |       |
| «Оболонь» (Київ)         | Перша ліга   | 2020/21 | 3         | 0         | 1     | 0     |       |       |
| «Полісся» (Житомир)      | Перша ліга   | 2020/21 | 15        | 0         |       |       |       |       |
| «Полісся» (Житомир)      | Перша ліга   | 2021/22 | 7         | 0         | 2     | 0     |       |       |
| «Оболонь» (Київ)         | Перша ліга   | 2022/23 | 19        | 1         |       |       |       |       |
| ФСК «Маріуполь»          | Перша ліга   | 2023/24 | 28        | 6         | 4     | 0     |       |       |
| ФСК «Маріуполь»          | Перша ліга   | 2024/25 | 14        | 0         | 1     | 0     |       |       |

| Турніри                      | Матчі | Кількість забитих м'ячів |
| ---------------------------- | ----- | ------------------------ |
| Перша ліга України           | 204   | 15                       |
| Кубок України                | 11    | 0                        |
| Перша ліга (Плей-оф)         | 2     | 0                        |
| Друга ліга України           | 10    | 0                        |
| Молодіжний чемпіонат України | 120   | 6                        |
| Всього за кар'єру            | 347   | 21                       |

* Курсором: матчі за фарм-клуби